# 坔埔
坔埔（白話字：Làm-poo），是臺灣高雄市鳥松區的一個傳統地域名稱，位於該區中東部。相較於今日行政區，其範圍大致包括坔埔里不含西北部邊界地帶中段及東部邊界地帶中段及南部邊界地帶東西兩大段、鳥松里東部中央地帶、仁美里西北部凸出部分的西北半部、大竹里西部邊界地帶中央一小段。
「坔」字通湳，為台語字形容沼澤、窪地或爛泥地之意。坔埔一帶原為土質鬆軟、道路泥濘之溼地，故先民拓墾命名坔埔。本地區境內主要聚落為坔埔。

## 歷史
台灣日治初期，坔埔地區為一街庄，稱為「坔埔庄」（舊制街庄），隸屬於赤山里。該庄昔日西南、西及西北與崎仔腳庄為鄰，北與十九灣庄為鄰，東邊及東南邊為田草埔庄，南邊為大腳腿庄。
1901年（日治明治三十四年）11月11日，全台廢縣廳改設二十廳，該庄隸屬於鳳山廳。1904年（明治三十七年）5月3日，該庄編入「赤山區」，隸屬於鳳山廳。1909年（明治四十二年）10月25日，全台合併二十廳為十二廳，赤山區改隸屬於臺南廳。1920年（大正九年）10月1日，全台地方制度大改正，廢十二廳改設五州二廳，該庄改制為「坔埔」大字，隸屬於高雄州鳳山郡鳥松庄（新制街庄）。
戰後鳥松庄改制為鳥松鄉，隸屬於高雄縣，大字亦改制為村。1950年（民國39年）10月1日，高、屏分治，鳥松鄉仍隸屬於高雄縣。2010年（民國99年）12月25日，高雄縣、市合併為直轄高雄市，鳥松鄉改制為鳥松區，村亦改制為里。

## 聚落
本地區發展較早的聚落為坔埔，在日治初期的官方地圖上已有記載。

## 交通
區道高56線是鳥松至坔埔的道路，其東側端點（終點）位於本地區中部略偏東南、坔埔聚落的區道高58線路口。
區道高58線是三欉竹至水寮的道路，經過本地區的坔埔聚落。